# Вольф, Василий Васильевич
Васи́лий Васи́льевич Вольф (род. 18 марта 1951, Суслово) — советский и российский тренер по боксу. В течение многих лет работает тренером в Нижневартовске, старший тренер ХМАО — Югры и сборной команды России, личный тренер чемпионов мира Евгения Макаренко и Александра Малетина, заслуженный тренер России (1993).

## Биография
Василий Вольф родился 18 марта 1951 года в селе Суслово Мамонтовского района Алтайского края. В молодости сам серьёзно занимался боксом, в 1968 году выполнил норматив мастера спорта СССР.
В 1976 году окончил Ворошиловградский государственный педагогический институт имени Тараса Шевченко, после чего переехал на постоянное жительство в город Нижневартовск, где в течение многих лет занимался тренерской деятельностью, в частности работал тренером-преподавателем по боксу муниципального образовательного учреждения дополнительного образования «Детско-юношеская комплексная спортивная школа» и тренером по боксу в федеральном государственном учреждении «Центр спортивной подготовки», занимал пост старшего тренера по боксу Ханты-Мансийского автономного округа. В 2009 году был назначен на должность старшего тренера сборной команды России.
За долгие годы тренерской работы подготовил многих титулованных боксёров, добившихся успеха на международной арене. Один из самых известных его учеников — заслуженный мастер спорта Евгений Макаренко, двукратный чемпион мира, двукратный чемпион Европы, участник летних Олимпийских игр в Афинах. Другой его воспитанник — заслуженный мастер спорта Александр Малетин, чемпион мира, бронзовый призёр Олимпийских игр в Сиднее. За выдающиеся достижения на тренерском поприще ещё в 1993 году Василий Вольф был удостоен почётного звания «Заслуженный тренер России».
Вольф известен как спортивный организатор. Так, в 1999 году он был одним из начинателей традиционного международного турнира по боксу Кубок мира среди нефтяных стран, который ежегодно проводится в Ханты-Мансийске.
Отличник физической культуры и спорта (1998). Заслуженный работник физической культуры Российской Федерации (1999). Заслуженный деятель физической культуры и спорта Ханты-Мансийского автономного округа — Югры. Почётный гражданин Нижневартовска.
Его сын Руслан Вольф так же является заслуженным тренером России по боксу.